# Terry Chimes
Terry Chimes (n. pe 5 iulie 1956 în Stepney, Londra) a fost bateristul original al trupei de muzică punk The Clash. A cântat cu ei din iulie 1976 până în noiembrie 1976, ianuarie-aprilie 1977 și mai 1982 - februarie 1983. A fost de asemenea în turneu cu Black Sabbath în noiembrie - decembrie 1987 și din nou în mai 1988.